# گالاپاگوس ۳بعدی
گالاپاگوس ۳بعدی (به انگلیسی: Galapagos 3D) یک مجموعه مستند طبیعت بریتانیایی است توسط دیوید اتنبرو نوشته و ارائه شده و کارگردانی آن را مارتین ویلیامز بر عهده داشته‌است. اتنبرو برای چهارمین بار به جزایر گالاپاگوس رفت تا با سفر به سرتاسر جزایر گالاپاگوس به نمایش حیوانات منحصر به فرد آن منطقه بپردازد.

گالاپاگوس ۳بعدی دومین سری تلویزیونی ۳بعدی اتنبرو است که در ادامه قلمرو گیاهان ۳بعدی در سال ۲۰۱۲ و چهارمین پروژه ۳بعدی خود برای تلویزیون اسکای پس از فیلم‌های مستقل قبلی یعنی هیولاهای کوچک ۳بعدی و پادشاه پنگوئن ۳بعدی ارائه شده‌است.

شهرت این سری برای استفاده پیشگام از دوربین‌های ۳بعدی برای فیلمبرداری در زیر آب است. این سریال دارای نخستین تصاویر از ایگوانای گالاپاگوسی صورتی یک گونه مارمولک است که در سال ۲۰۰۹ شناسایی شده‌است. همچنین اتنبرو با لاک‌پشت جزیره پینتا دو هفته پیش از مرگش روبرو می‌شود.

## قسمت‌ها
1. خاستگاه (۱ ژانویه ۲۰۱۳)
2. انطباق (۵ ژانویه ۲۰۱۳)
3. تکامل (۱۲ ژانویه ۲۰۱۳)